# Буравченков Анатолій Олександрович
Анатолій Олександрович Буравченков (*3 лютого 1945, Київ) — український історик, доктор історичних наук, професор.

## Біографія
Закінчив історичний факультет (1973), аспірантуру (1976) Київського державного університету ім. Т. Г. Шевченка.
У Київському національному університеті імені Тараса Шевченка: 1976—1981 асистент кафедри історії радянського суспільства, 1981—1986 старший викладач, 1986—1990 доцент, 1990—1991 професор кафедри історії СРСР, 1992—2005 професор кафедри новітньої історії України історичного факультету. Викладав історію СРСР та спецкурси з історії російського офіцерства, Білого руху, ораторське мистецтво.
Працював професором Інституту туризму Федерації профспілок України, Ніжинського державного університету імені Миколи Гоголя.

## Наукові інтереси
Сфера наукових інтересів: історія російської армії в Першій світовій війні, громадянській війні 1917—1920, історія Української Держави гетьмана П. Скоропадського, Білого руху в Росії та Україні.
Кандидатська дисертація «Передовая интеллигенция в октябрьской революции (март 1917 — март 1918 гг.)» (1978), докторська дисертація «Демократическое офицерство в революционном движении в армии и его роль в организации защиты Великого Октября (март 1917 — май 1918 гг.)» (1989).

## Основні праці
- В ногу с революцией. Демократическое офицерство в Великой Октябрьской социалистической революции. — К., 1988.
- Роль демократического офицерства в революции. — К., 1990.
- Амнезія історичної пам'яті, або дещо про гетьманат з погляду сьогодення // Останній гетьман. — К., 1993.
- Офіцерський корпус російської армії в роки Першої світової війни. — К., 2011.